# 克雷格·雷迪
克雷格·雷迪（英語：Sir Craig Collins Reedie，1941年5月6日—），是蘇格蘭的體育行政長官。他是世界反興奮劑組織現任主席、英國奧林匹克協會前主席（1992-2005年）和國際奧林匹克委員會副主席。
克雷格·雷迪在1962年至1970年期間是一位成功的羽球運動員，曾經獲得雙打冠軍。從球場退役後，他致力於體育管理，並於1981年至1984年擔任國際羽球總會（IBF）主席。1992年，他成為英國奧林匹克協會（BOA）主席，擔任該職務達十年之久，在2005年退休。1994年，他除擔任英國職務外，還加入了國際奧林匹克委員會（IOC），目前是英國四位代表之一，其他幾位是安妮長公主、菲利普·克雷文爵士和亞當·彭利爵士。